# Kurt Thielen
Kurt Thielen (* 24. Juni 1958 in Duisburg) ist ein deutscher Unternehmer. Er ist Gründer und geschäftsführender Gesellschafter von Zebralution, einem der weltweit größten Digitalvertriebe für Musik und Hörbücher. Zuvor war er mehr als 20 Jahre lang Leiter von Rough Trade Records und später von Zomba Records in Deutschland, Österreich und der Schweiz.

## Leben und Werdegang
Thielen begann seine Karriere 1979 in einem Plattenladen. Von 1982 bis 1983 arbeitete Thielen beim Bochumer Klub Zeche. Danach wechselte er zum frischgegründeten deutschen Ableger von Geoff Travis’ Rough Trade, Rough Trade Distribution in Herne, deren Geschäftsführer er 1986 wurde. Als im Jahr 1991 der britische Mutterkonzern insolvent wurde, konnte sich die deutsche Rough Trade Distribution abkoppeln und wurde an den britischen Vertrieb Pinnacle Entertainment verkauft, wobei Thielen mit zehn Prozent Teilhaber wurde. Pinnacle Entertainment selbst wiederum wurde 1996 von Zomba aufgekauft. Thielen blieb bis 2002, als Zomba-Besitzer Clive Calder sich aus dem Musikgeschäft zurückzog, und das Unternehmen von BMG / Bertelsmann übernommen wurde.
Thielen arbeitete mit einer Vielzahl von Acts von New Order und The Smiths bis zu den Backstreet Boys, Britney Spears und Justin Timberlake. 
Nach dem Verkauf des Unternehmens gründete er 2004 mit Sascha Lazimbat den ersten europäischen Digitalvertrieb für Independent-Labels, Zebralution, mit weltweiter Ausrichtung. 2007 erwarb die Warner Music Group Zebralution. Seit 2010 sind digitales Hörbuch und insbesondere Streaming ein wichtiger Faktor im Portfolio von Zebralution. Im April 2017 kaufte Thielen das Unternehmen zusammen mit Lazimbat sowie zwei weiteren Musikmanagern, Christoph Ellinghaus von City Slang und Konrad von Löhneysen von Embassy of Music, von Warner zurück.
Das Unternehmen vermarktete 2019 über 1000 Label und Hörbuchverlage weltweit. Am 4. Dezember 2019 gab die GEMA bekannt, eine Mehrheitsbeteiligung in Höhe von 75,1 Prozent an Zebralution erworben zu haben. Als Verwertungsgesellschaft für Musik vertritt die GEMA die Urheberrechte von rund 74 000 Mitgliedern (Komponisten, Textdichtern, Musikverlagen) sowie von über zwei Millionen Rechteinhabern weltweit. Zebralution agiert als eigenständiges Unternehmen weiterhin in Berlin unter dem Dach der GEMA. Die Eigentümer von Zebralution sind weiterhin Gesellschafter. Thielen und Lazimbat blieben Geschäftsführer. Die Frankfurter Allgemeine schrieb 2024 nach Thielens altersbedingtem Rückzug: „Kurt Thielen war mit dem Digitalvertrieb Zebralution früher dran als viele andere in der Musikwelt“. Inzwischen wird die Firma von Tina Jürgens und Konrad von Löhneysen geführt und organisiert u. a. in Zusammenarbeit mit BMG den Writer’s Thursday.
Darüber hinaus ist Thielen seit 2005 Gesellschafter des Labels Stereo Deluxe Rec. und war Manager der Musiker Michael Kersting und Cosmo Klein. Zudem gründete er 2016 zusammen mit Sabine Buß, der ehemaligen Programm- und später Verlagsleiterin bei Random House Audio, den Hörbuchverlag Finch & Zebra, in dem u. a. Mobys Autobiografie Porcelain und der Gewinner des Man Booker International Prize von 2016, Han Kangs Die Vegetarierin erschienen. Auch das Hörbuch zu Ich hasse dieses Internet von Jarett Kobek, gelesen von Christian Ulmen, wurde bei Finch & Zebra verlegt. Thielen stieg mit zebra-audio.net auch in das Podcast-Geschäft ein.
Kurt Thielen war von 1998 bis 2003 und von 2005 bis 2007 Vorstandsmitglied des deutschen International Federation of the Phonographic Industry (IFPI).
Im Oktober 2018 wurde Thielen von der IG Hörbuch des Börsenvereins als „Hörbuch-Person des Jahres 2018“ ausgezeichnet.